# Adesmia
Adesmia is een geslacht uit de vlinderbloemenfamilie (Fabaceae).

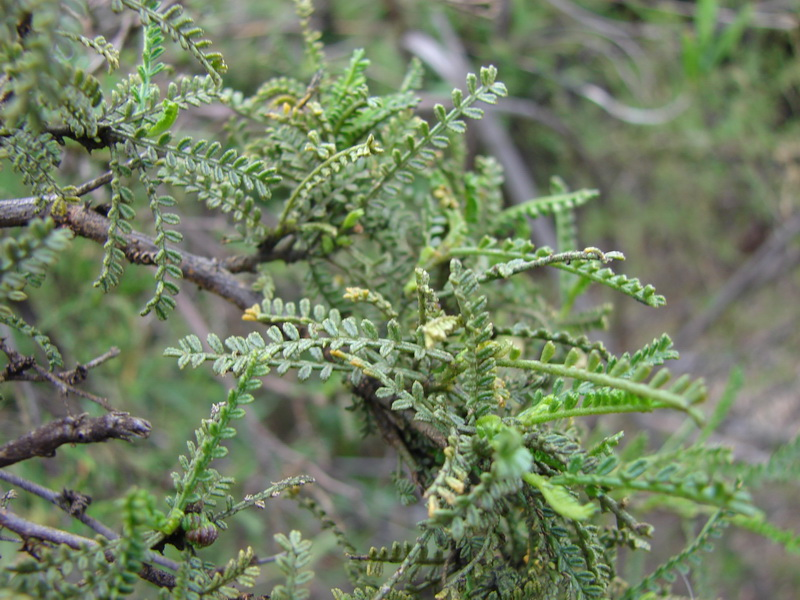
Adesmia balsamica

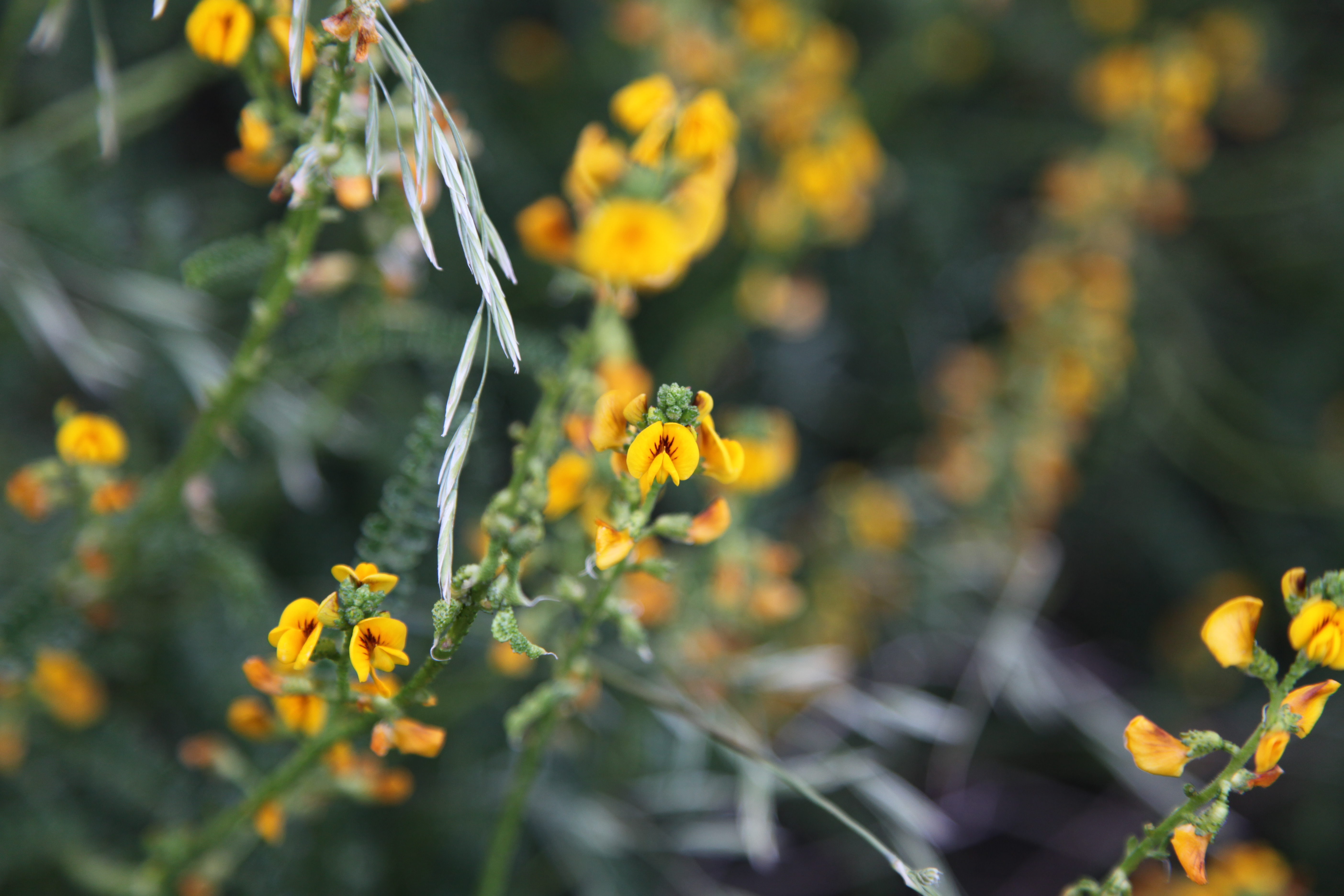
Adesmia boronioides

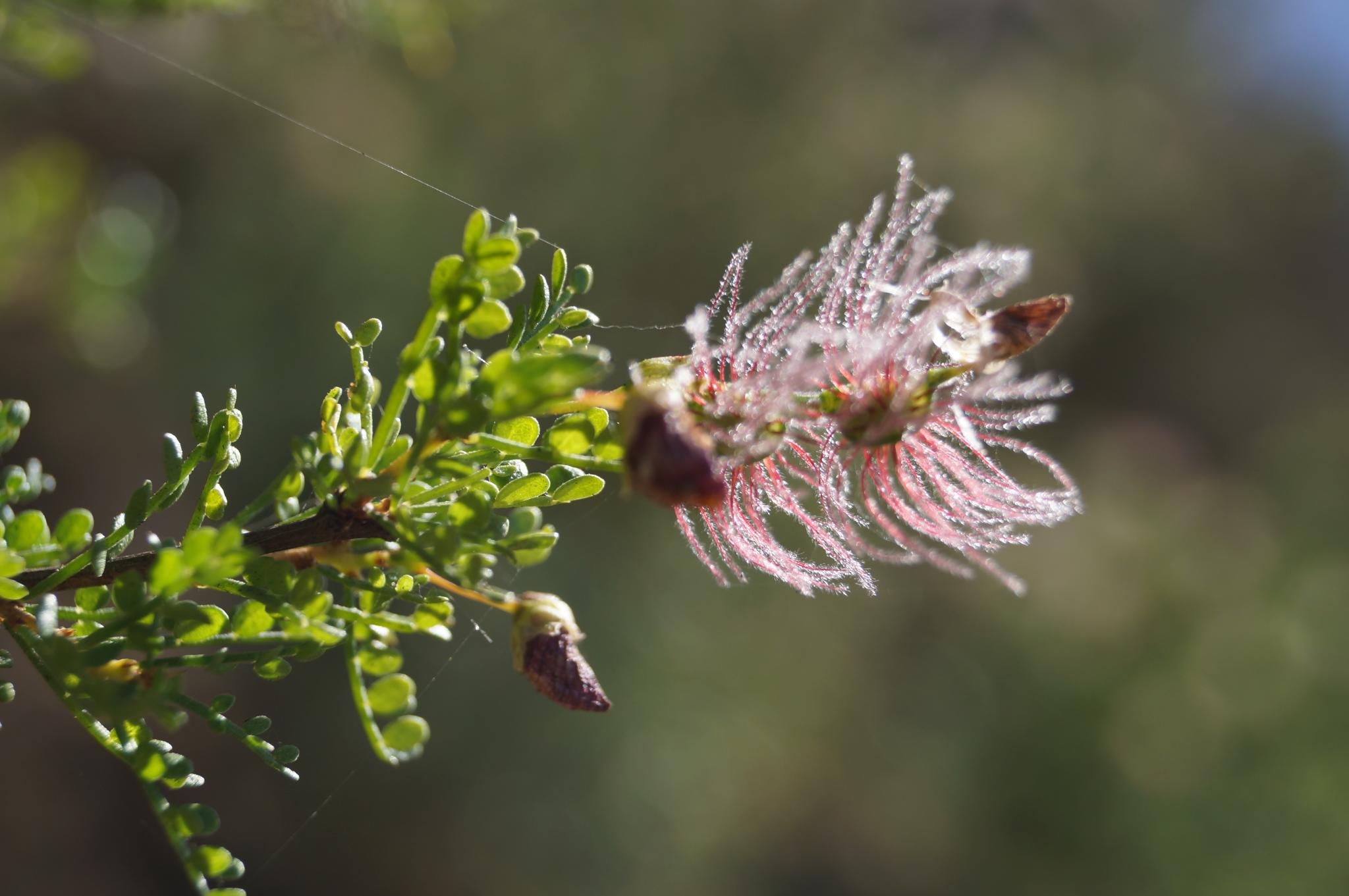
Adesmia confusa

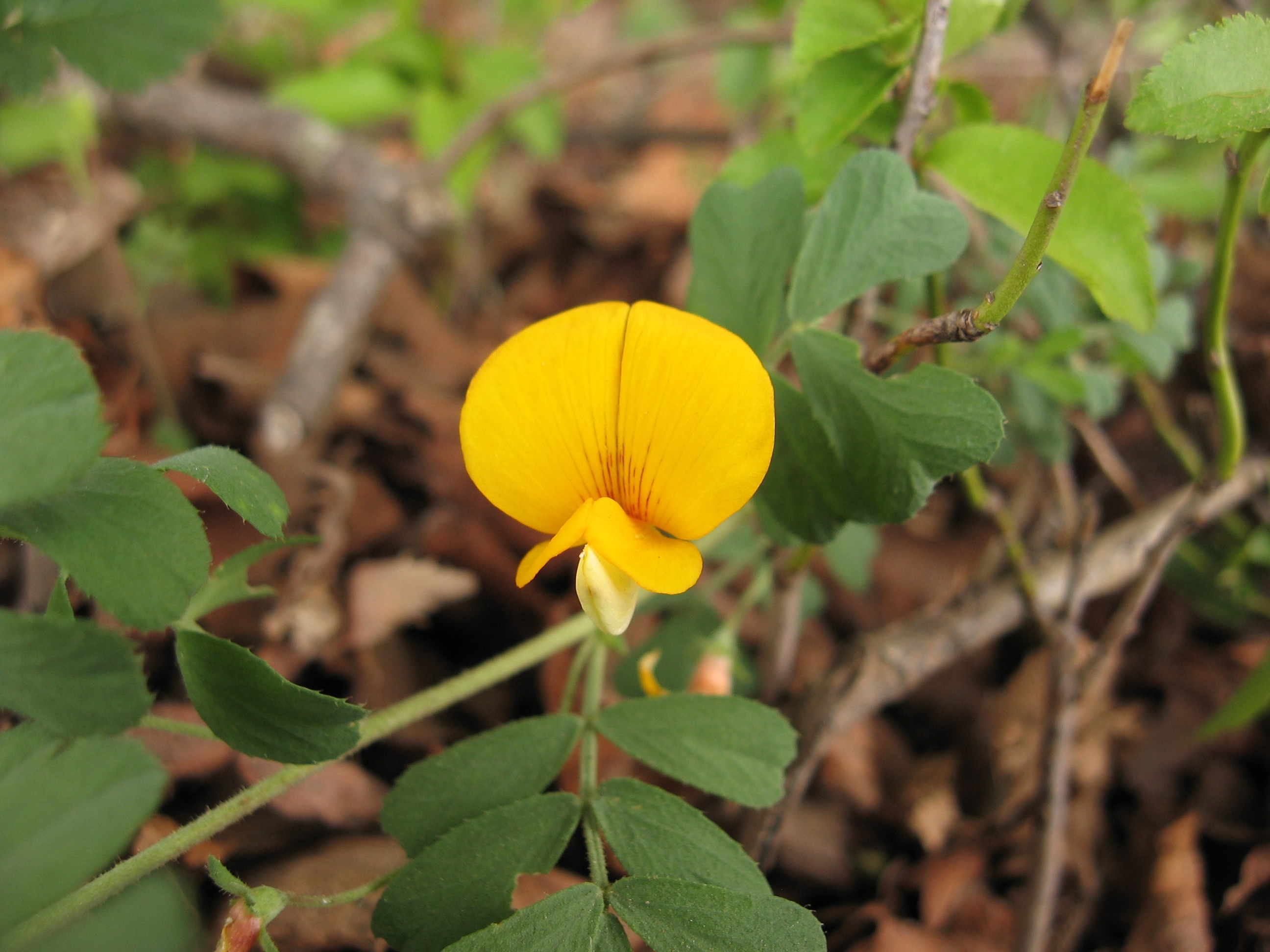
Adesmia denticulata

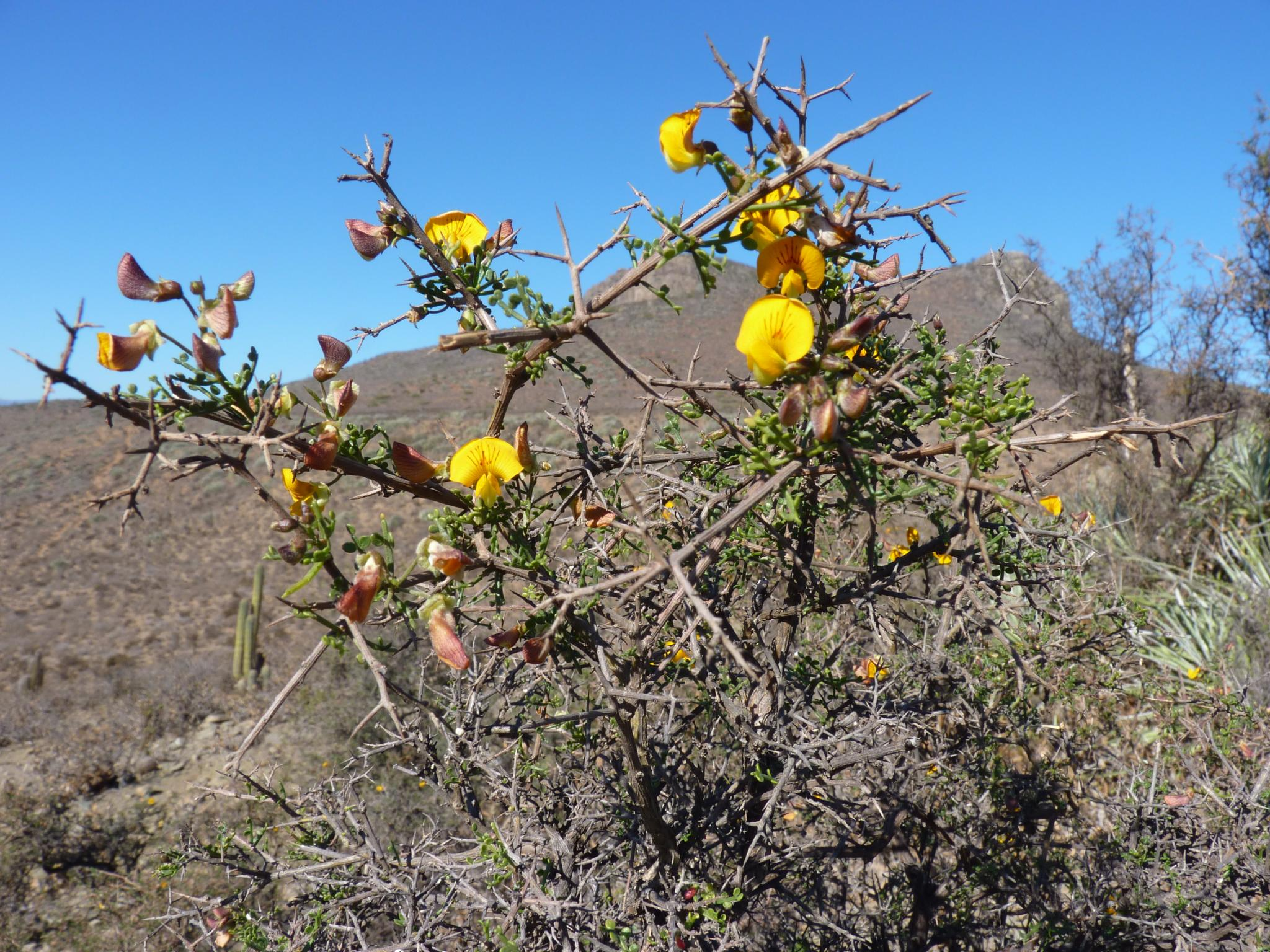
Adesmia microphylla

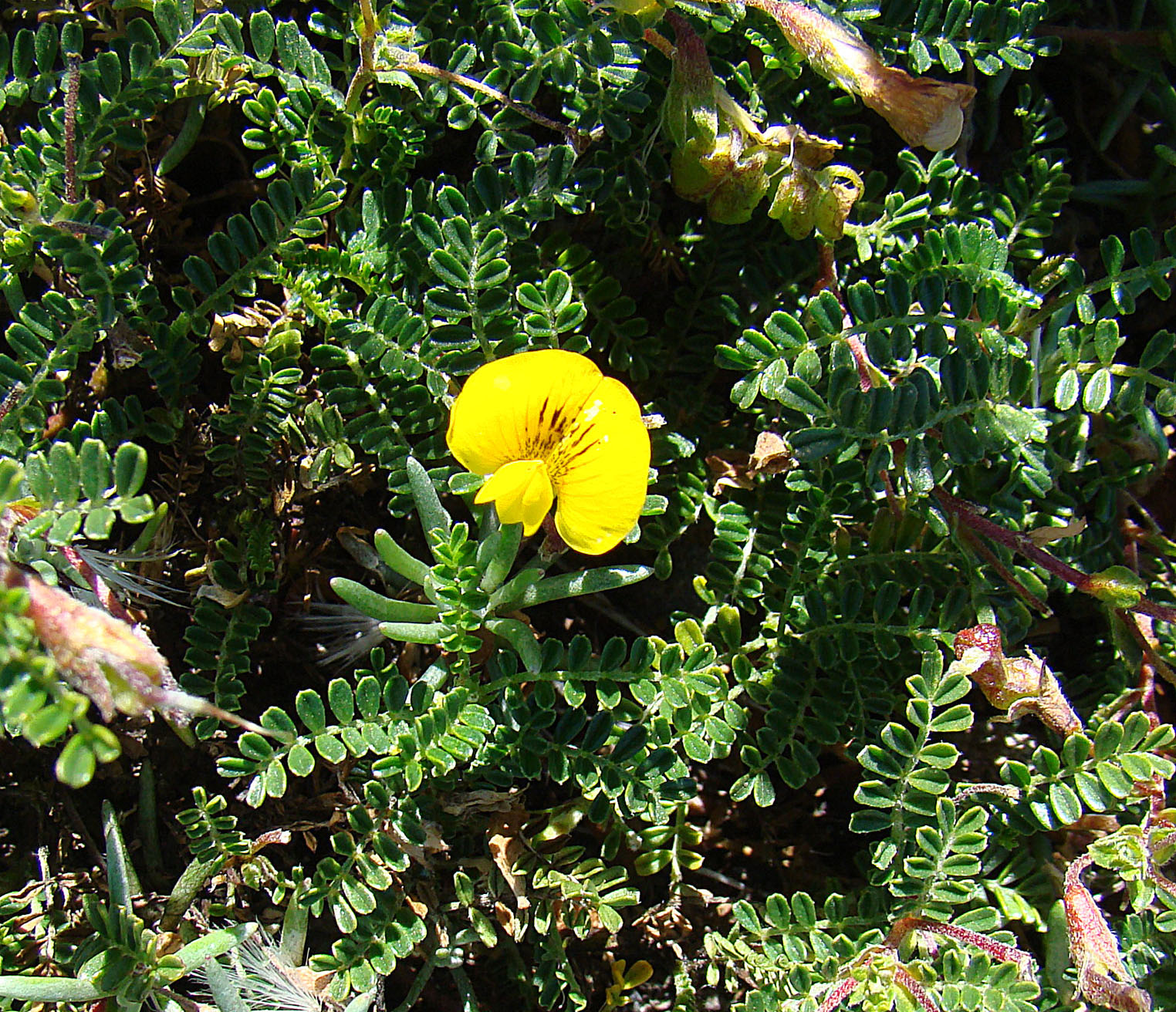
Adesmia parvifolia

## Soorten
- Adesmia aconcaguensis Burkart
- Adesmia acuta Burkart
- Adesmia adrianii M.N. Correa
- Adesmia aegiceras Phil.
- Adesmia ameghinoi Speg.
- Adesmia aphanantha Speg.
- Adesmia aphylla Clos
- Adesmia arachnipes Clos
- Adesmia araucana Phil.
- Adesmia araujoi Burkart
- Adesmia arenicola (R.E. Fr.) Burkart
- Adesmia argentea Meyen
- Adesmia argyrophylla Phil.
- Adesmia aromatica Burkart
- Adesmia aspera Hook. & Arn.
- Adesmia atacamensis Phil.
- Adesmia atuelensis Burkart
- Adesmia aucaensis Burkart
- Adesmia aueri Burkart
- Adesmia augustii J.F. Macbr.
- Adesmia aurantiaca (Dusen) Burkart
- Adesmia axillaris Phil.
- Adesmia balsamica Colla
- Adesmia bedwellii Skottsb.
- Adesmia bicolor (Poir.) DC.
- Adesmia bijuga Phil.
- Adesmia boelckeana Burkart
- Adesmia bonariensis Burkart
- Adesmia boronioides Hook. f.
- Adesmia brachysemeon Phil.
- Adesmia bracteata Hook. & Arn.
- Adesmia brevivexillata Burkart
- Adesmia burkartii M.N. Correa
- Adesmia cabrerae Burkart
- Adesmia caespitosa Phil.
- Adesmia calycicomosa Burkart
- Adesmia candida Hook. f.
- Adesmia canescens Phil.
- Adesmia capitellata (Clos) Hauman
- Adesmia ciliata Vogel
- Adesmia codonocalyx G.F. Grandjot
- Adesmia colinensis Phil.
- Adesmia coluteoides Hook. & Arn.
- Adesmia concinna Phil.
- Adesmia conferta Hook. & Arn.
- Adesmia confusa Ulibarri
- Adesmia coquimbensis Burkart
- Adesmia cordobensis Burkart
- Adesmia coronilloides Hook. & Arn.
- Adesmia corymbosa Clos
- Adesmia crassicaulis Phil.
- Adesmia cuneata Mey. ex Vog.
- Adesmia curvifolia Clos
- Adesmia cytisoides Griseb.
- Adesmia darapskyana Phil.
- Adesmia davilae Phil.
- Adesmia denticulata Clos
- Adesmia denudata Phil.
- Adesmia dessaueri (Reiche) Ulibarri
- Adesmia dichotoma Clos
- Adesmia digitata Burkart
- Adesmia disperma Phil.
- Adesmia dumosa Phil.
- Adesmia echinus C. Presl
- Adesmia elata Clos
- Adesmia elegans Clos
- Adesmia emarginata Clos
- Adesmia eremophila Phil.
- Adesmia erinacea Phil.
- Adesmia exilis Clos
- Adesmia fabrisii Burkart
- Adesmia filicaulis Phil.
- Adesmia filifolia Clos
- Adesmia filipes A. Gray
- Adesmia friesii Ulibarri
- Adesmia frigida Phil.
- Adesmia fuentesii G.F. Grandjot
- Adesmia gayana Phil.
- Adesmia germainii Phil.
- Adesmia glandulifera (Rendle) Skottsb.
- Adesmia glauca Phil.
- Adesmia glaucescens Phil.
- Adesmia glomerula Clos
  - var. australior Burkart
  - var. glomerula Clos
- Adesmia glutinosa Hook. & Arn.
- Adesmia godoyae Reiche
- Adesmia gracilis Vogel
- Adesmia gracillima I.M. Johnst.
- Adesmia graminidea Speg.
- Adesmia grandiflora Gillies
- Adesmia guttulifera Sandwith
- Adesmia hemisphaerica Hauman
- Adesmia hirsuta Phil.
- Adesmia hispidula (Lag.) DC.
- Adesmia horrida Hook. & Arn.
- Adesmia hunzikeri Burkart
- Adesmia hystrix Phil.
- Adesmia incana Vogel
- Adesmia inconspicua Phil.
- Adesmia jilesiana Burkart
- Adesmia kingii Phil.
- Adesmia lanata Hook. f.
- Adesmia latifolia (Spreng.) Vogel
- Adesmia laxa Clos
- Adesmia leiocarpa Hook. & Arn.
- Adesmia leptobotrys Burkart
- Adesmia lihuelensis Burkart
- Adesmia littoralis Burkart
- Adesmia longipes Phil.
- Adesmia longiseta DC.
- Adesmia lotoides Hook. f.
- Adesmia loudonia Hook. & Arn.
- Adesmia macrostachya Benth.
- Adesmia medinae (Reiche) Ulibarri
- Adesmia melanocaulos Phil.
- Adesmia melanthes Phil.
- Adesmia mendozana Ulibarri
- Adesmia micrantha Phil.
- Adesmia microcalyx Phil.
- Adesmia microphylla Hook. & Arn.
- Adesmia minor (Hook. & Arn.) Burkart
- Adesmia miraflorensis J. Remy
- Adesmia monosperma Clos
- Adesmia montana Phil.
- Adesmia mucronata Hook. & Arn.
- Adesmia multicuspis Clos
- Adesmia muricata (Jacq.) DC.
- Adesmia nana (Chodat & Wilczek) Hauman
- Adesmia nanolignea Burkart
- Adesmia neglecta M.N. Correa
- Adesmia nordenskioldii (R.E. Fr.) Cardenas
- Adesmia obcordata Clos
- Adesmia obovata Clos
- Adesmia obscura Clos
- Adesmia occulta (R.E. Fr.) Burkart
- Adesmia odontophylla Phil.
- Adesmia pampeana Speg.
- Adesmia papposa (Lag.) DC.
- Adesmia paranensis Burkart
- Adesmia parviflora Clos
- Adesmia parvifolia Phil.
- Adesmia patagonica Speg.
- Adesmia patancana Ulbr.
- Adesmia pauciflora Vogel
- Adesmia pearcei Phil.
- Adesmia pedicellata Hook. & Arn.
- Adesmia pentaphylla Phil.
- Adesmia peraltae (Reiche) Ulibarri
- Adesmia phylloidea Clos
- Adesmia pinifolia Hook. & Arn.
- Adesmia pirionii I.M. Johnst.
- Adesmia polygaloides (Chodat) Burkart
- Adesmia polyphylla Phil.
- Adesmia propinqua Clos
- Adesmia prostrata Clos
- Adesmia pseudincana Burkart
- Adesmia pseudogrisea Burkart
- Adesmia psoraleoides Vogel
- Adesmia pumahuasiana Ulibarri
- Adesmia pumila Hook. f.
- Adesmia punctata (Poir.) DC.
- Adesmia pungens Clos
- Adesmia pusilla Phil.
- Adesmia quadripinnata (Hicken) Burkart
- Adesmia radicifolia Clos
- Adesmia ragonesei Burkart
- Adesmia rahmeri Phil.
- Adesmia ramosissima Phil.
- Adesmia reclinata O. Muniz
- Adesmia reitziana Burkart
- Adesmia renjifoana (Reiche) Ulibarri
- Adesmia resinosa Phil.
- Adesmia retrofracta Hook. & Arn.
- Adesmia retusa Griseb.
- Adesmia riojana Burkart
- Adesmia rocinhensis Burkart
- Adesmia rubroviridis Burkart
- Adesmia ruiz-lealii M.N. Correa
- Adesmia salamancensis Burkart
- Adesmia salicornioides Speg.
- Adesmia sandwithii Burkart
- Adesmia sanjuanensis Burkart
- Adesmia schickendanztii Griseb.
- Adesmia schneideri Phil.
- Adesmia securigerifolia Herter
- Adesmia serrana M.N. Correa
- Adesmia sessiliflora Phil.
- Adesmia silvestrii Speg.
- Adesmia smithiae DC.
- Adesmia spinosissima Vogel
- Adesmia spuma Burkart
- Adesmia stenocaulon Hauman
- Adesmia subnuda (A. Gray) Burkart
- Adesmia subsericea (Chodat & Wilczek) Hauman
- Adesmia subterranea Clos
- Adesmia suffocata Hook. f.
- Adesmia tehuelcha Speg.
- Adesmia tenella Hook. & Arn.
- Adesmia tomentosa Meyen
- Adesmia torcae Phil.
- Adesmia trifoliata Phil.
- Adesmia trifoliolata Hook. & Arn.
- Adesmia trijuga Hook. & Arn.
- Adesmia tristis Vogel
- Adesmia tucumanensis Burkart
- Adesmia tunuianica Burkart
- Adesmia unifoliolata Skottsb.
- Adesmia uspallatensis Hook. & Arn.
- Adesmia verrucosa Meyen
- Adesmia villosa Hook. f.
- Adesmia virens Phil.
- Adesmia viscida Savi
- Adesmia viscidissima Johnston
- Adesmia viscosa Hook. & Arn.
- Adesmia volckmannii Phil.
- Adesmia zoellneri Ulibarri

... · 
Abrus · 
Acacia · 
Acosmium · 
Adenanthera · 
Adenocarpus · 
Adenodolichos · 
Adenopodia · 
Adesmis · 
Aenictophyton · 
Aeschynomene · 
Afzelia · 
Aganope · 
Albizia · 
Alhagi · 
Alysicarpus · 
Amblygonocarpus · 
Amherstia · 
Andira · 
Angylocalyx · 
Aotus · 
Anthyllis · 
Arachis · 
Archidendropsis · 
Aspalathus · 
Astragalus (hokjespeul) · 
Austrosteenisia · 
Baphia · 
Bauhinia · 
Brachystegia · 
Bolusafra · 
Butea · 
Caesalpinia · 
Cajanus · 
Calicotome · 
Carmichaelia · 
Carrissoa · 
Cassia · 
Castanospermum · 
Ceratonia · 
Chamaecytisus · 
Cicer · 
Clianthus · 
Clitoria · 
Cordyla · 
Coronilla · 
Crotalaria · 
Cyamopsis · 
Cyclopia (honingbos) · 
Cytisus · 
Dalbergia · 
Daviesia · 
Delonix · 
Derris · 
Dialium · 
Dicraeopetalum · 
Dichrostachys · 
Dipteryx · 
Enterolobium · 
Eperua · 
Erythrina (koraalboom) · 
Erythrophleum · 
Faidherbia · 
Genista (heidebrem) · 
Glycine · 
Glycyrrhiza · 
Hardenbergia · 
Hovea · 
Indigofera · 
Inga · 
Lathyrus · 
Lens · 
Lonchocarpus · 
Lotus (rolklaver) · 
Lupinus (lupine) · 
Macrotyloma · 
Medicago (rupsklaver) · 
Melilotus (honingklaver) · 
Mimosa · 
Mora · 
Myroxylon · 
Newtonia · 
Onobrychis · 
Ononis (stalkruid) · 
Ormosia · 
Ougeinia · 
Pachyrhizus · 
Parkia · 
Parkinsonia · 
Parochetus · 
Pericopsis · 
Phaseolus · 
Physostigma · 
Pisum (erwt) · 
Prosopis · 
Psophocarpus · 
Psoralea · 
Pterocarpus · 
Pueraria · 
Racosperma · 
Robinia · 
Rothia · 
Securigera · 
Senegalia · 
Senna · 
Serianthes · 
Sesbania · 
Sophora · 
Spartium · 
Sphenostylis · 
Streblorrhiza · 
Strongylodon · 
Stylosanthes · 
Styphnolobium · 
Swainsona · 
Tamarindus · 
Tephrosia · 
Teramnus · 
Tetragonolobus · 
Tetrapleura · 
Trifolium (klaver) · 
Trigonella (hoornklaver) · 
Ulex · 
Uraria · 
Vachellia · 
Vicia (wikke) · 
Vigna · 
Viminaria · 
Virgilia · 
Wisteria (blauweregen) · 
Zornia · 
Zygocarpum · 
...